# Blaartrekkend gas

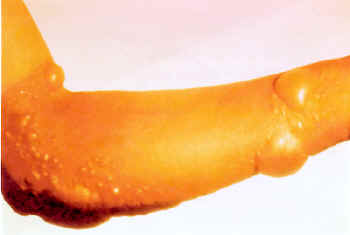
Blaarvorming

Blaartrekkende gassen zijn chemische wapens die bij inademen de longen beschadigen en bij huidcontact onder andere blaarvorming veroorzaken.
Voorbeelden van blaartrekkende gassen zijn:
- mosterdgas (gebruikt door zowel de Fransen als de Duitsers in de Eerste Wereldoorlog)
- lewisiet
- stikstofmosterd